# ヴィクトール・ルースティヒ
ヴィクトール・ルースティヒ（Victor Lustig、ドイツ語発音：[ˈvɪktoːɐ̯ ˈlʊstɪç]、1890年1月4日 - 1947年3月11日）は、オーストリア＝ハンガリー帝国出身の伝説的詐欺師である。
20世紀前半のヨーロッパとアメリカ合衆国を舞台に数々の詐欺を働いたことで知られる。中でも「’’‘エッフェル塔を2度売った男’’’」という異名で有名。また、偽造紙幣複製装置を用いた「ルーマニアン・ボックス」詐欺も広く知られている。

## 生涯

### 幼少期・教育
ルースティヒは、当時のオーストリア＝ハンガリー帝国領ボヘミア地方のホスティンネに生まれる。裕福な家庭に育ち、若くして多言語を習得（フランス語、ドイツ語、イタリア語、英語など）し、頭の回転も速かった。学生時代にはパリを訪れて賭博に興じるなど素行の問題もあり、顔に残る傷もこの時期に負ったと言われている。

### 初期の詐欺活動
青年期から詐欺や偽造に手を染め、特に大西洋航路の豪華客船上では、音楽プロデューサーなどを装い、実在しないブロードウェイ公演への出資を持ちかける手法で乗客から金を騙し取った。
第一次世界大戦後は渡米し、詐欺活動の舞台をアメリカに移す。1922年にはミズーリ州の銀行でリバティ債券を使った詐欺を働き逮捕されたが、その後も活動を続ける。

### エッフェル塔売却詐欺
1925年、ラスティグはフランス政府の高官を装い、「エッフェル塔を老朽化により解体予定」として6人のスクラップ業者を秘密裏に招集。最高額を提示した業者アンドレ・ポワソンから約7万フランを騙し取った。詐欺は成功し、被害者が訴えを恐れて沈黙したため、逮捕されることもなかった。後に再度同様の手口を試みたが、失敗して逃亡している。

### ルーマニアン・ボックス詐欺
ルーマニアン・ボックスとは、ラジウムの力で紙幣を複製できるという「装置」である。実際には木箱の中に事前に本物の紙幣を仕込み、偽のメカニズムを用いて「複製されたように見せる」トリックであった。アメリカ南部では保安官までもがこの詐欺に騙され、多額の金を支払った。

### アル・カポネ詐欺
有名ギャングのアル・カポネに対し、「5万ドルの投資で大儲けさせる」と持ちかけ、実際には一切使わずに数ヶ月後に返金。「詐欺が失敗した」と伝えたうえで誠意を見せるという芝居を打ち、信頼を勝ち取って1,000ドルの報酬を得るという奇抜な手口を行った。

### 逮捕と晩年
1935年、ニューヨークで偽札製造容疑によりシークレットサービスに逮捕される。その後脱獄を試みるも失敗し、連邦刑務所アルカトラズ刑務所に収監された。最終的にミズーリ州スプリングフィールドの医療施設で肺炎により死去。死亡時の職業は「見習いセールスマン」と記録された。

## 人物
優雅な身なりと流暢な言葉遣いで人々を魅了し、常に10以上の偽名を使い分けたと言われる。アメリカの捜査官は彼を「これまでで最も洗練された詐欺師」と評した。